# 古德冰川
古德冰川（英語：Good Glacier），是南極洲的冰川，位於杜費克海岸，流經休斯山脈東坡，最終在萊因哈特山以東注入羅斯冰架，在1940年由美國研究隊發現，現時由南極條約體系管理。